# Sclerosomatidae

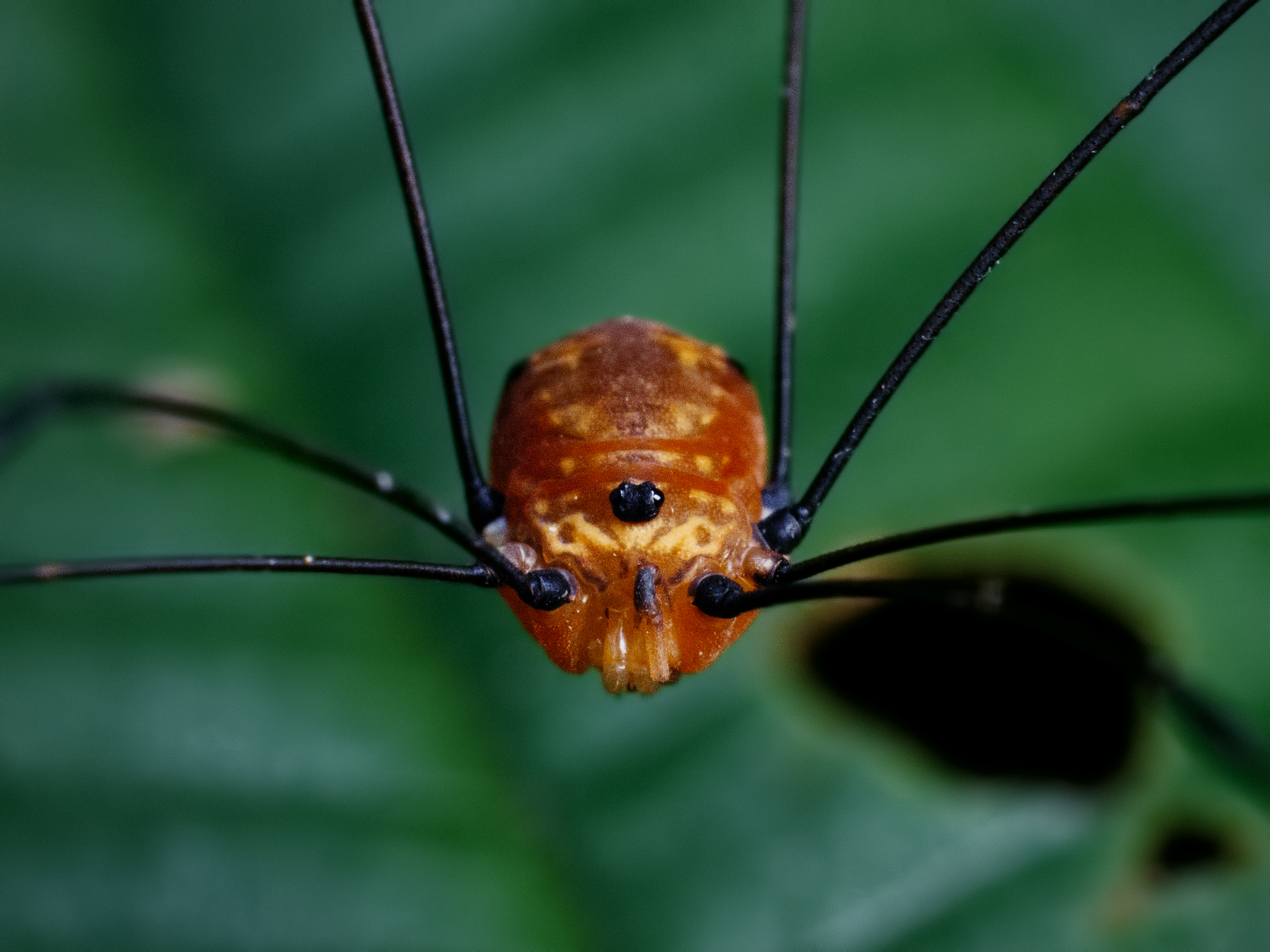
Gagrellinae em mata atlântica do sudeste do Brasil.

A Sclerosomatidae constitui uma família de opiliões.

## Nome
O nome provém do grego skleros "duro" e soma "corpo".

## Gêneros
- Gagrellinae Thorell, 1889
  - Abaetetuba Tourinho-Davis, 2004
  - Adungrella Roewer, 1955
  - Akalpia Roewer, 1915
  - Altobunus Roewer, 1910
  - Amazonesia Soares, 1970
  - Antigrella Roewer, 1954
  - Aurivilliola Roewer, 1910
  - Azucarella Roewer, 1959
  - Bakerinulus Roewer, 1955
  - Bastia Roewer, 1910
  - Bastioides Mello-Leitão, 1931
  - Baturitia Roewer, 1931
  - Biceropsis Roewer, 1935
  - Bonthainia Roewer, 1913
  - Bullobunus Roewer, 1910
  - Caiza Roewer, 1925
  - Caluga Roewer, 1959
  - Carinobius Roewer, 1955
  - Carmenia Roewer, 1915
  - Carmichaelus Roewer, 1929
  - Ceratobunellus Roewer, 1911
  - Ceratobunoides Roewer, 1923
  - Cervibunus Roewer, 1912
  - Chasenella Roewer, 1955
  - Chebabius Roewer, 1935
  - Coonoora Roewer, 1929
  - Dentobunus Roewer, 1910
  - Diangathia Roewer, 1955
  - Echinobunus Roewer, 1912
  - Euceratobunus Roewer, 1923
  - Eugagrella Roewer, 1910
  - Euzaleptus Roewer, 1911
  - Fesa Roewer, 1953
  - Gagrella Stoliczka, 1869
  - Gagrellenna Roewer, 1929
  - Gagrellina Roewer, 1913
  - Gagrellissa Roewer, 1931
  - Gagrellopsis Sato & Suzuki, 1939
  - Gagrellula Roewer, 1910
  - Geaya Roewer, 1910
  - Globulosoma Martens, 1987
  - Guaranobunus Ringuelet, 1954
  - Hamitergum Crawford, 1992
  - Harmanda Roewer, 1910
  - Harmandina Schenkel, 1954
  - Hehoa Roewer, 1929
  - Heterogagrella Roewer, 1954
  - Hexazaleptus Suzuki, 1966
  - Himaldroma Martens, 1987
  - Himalzaleptus Martens, 1987
  - Holcobunus Roewer, 1910
  - Paratamboicus Mello-Leitão, 1940
  - Holmbergiana Mello-Leitão, 1931
  - Hologagrella Roewer, 1910
  - Hypogrella Roewer, 1955
  - Jussara Mello-Leitão, 1935
  - Koyamaia Suzuki, 1972
  - Krusa Goodnight & Goodnight, 1947
  - Liopagus Chamberlin, 1916
  - Marthana Thorell, 1891
  - Melanopella Roewer, 1931
  - Melanopula Roewer, 1929
  - Metadentobunus Roewer, 1915
  - Metahehoa Suzuki, 1985
  - Metasyleus Roewer, 1955
  - Metaverpulus Roewer, 1912
  - Metazaleptus Roewer, 1912
  - Microzaleptus Roewer, 1955
  - Munequita Mello-Leitão, 1941
  - Neogagrella Roewer, 1913
  - Nepalgrella Martens, 1987
  - Nepalkanchia Martens, 1990
  - Obigrella Roewer, 1955
  - Octozaleptus Suzuki, 1966
  - Onostemma Mello-Leitão, 1938
  - Oobunus Kishida, 1930
  - Orissula Roewer, 1955
  - Padangrella Roewer, 1954
  - Palniella Roewer, 1929
  - Paradentobunus Roewer, 1915
  - Paragagrella Roewer, 1912
  - Paragagrellina Schenkel, 1963
  - Parageaya Mello-Leitão, 1933
  - Paraumbogrella Suzuki, 1963
  - Paruleptes Soares, 1970
  - Pectenobunus Roewer, 1910
  - Pergagrella Roewer, 1954
  - Pokhara Suzuki, 1970
  - Prionostemma Pocock, 1903
  - Prodentobunus Roewer, 1923
  - Psammogeaya Mello-Leitão, 1946
  - Psathyropus L. Koch, 1878
  - Pseudarthromerus Karsch, 1892
  - Pseudogagrella Redikortsev, 1936
  - Pseudomelanopa Suzuki, 1974
  - Pseudosystenocentrus Suzuki, 1985
  - Romerella Goodnight & Goodnight, 1943
  - Sarasinia Roewer, 1913
  - Sataria Roewer, 1915
  - Scotomenia Thorell, 1889
  - Sericicorpus Martens, 1987
  - Sinadroma Roewer, 1955
  - Syleus Thorell, 1876
  - Syngagrella Roewer, 1913
  - Systenocentrus Simon, 1886
  - Tamboicus Roewer, 1912
  - Taperina Roewer, 1953
  - Tetraceratobunus Roewer, 1915
  - Toragrella Roewer, 1955
  - Trachyrhinus Weed, 1892
  - Umbogrella Roewer, 1955
  - Verpulus Simon, 1901
  - Verrucobunus Roewer, 1931
  - Xerogrella Martens, 1987
  - Zaleptiolus Roewer, 1955
  - Zaleptulus Roewer, 1955
  - Zaleptus Thorell, 1876
  - Pseudoarthromerus Karsch, 1891

- Gyantinae Silhavý, 1946
  - Gyas Simon, 1879
  - Gyoides Martens, 1982
  - Rongsharia Roewer, 1957
  - Dalquestia Cokendolpher, 1984
  - Diguetinus Roewer, 1912
  - Eurybunus Banks, 1893
  - Globipes Banks, 1893
  - Metopilio Roewer, 1911

- Leiobuninae Banks, 1893
  - † Amauropilio Mello-Leitão, 1937 (fóssil)
  - Cosmobunus Simon, 1879
  - Dilophiocara Redikorzev, 1931
  - Eumesosoma Cokendolpher, 1980
  - Eusclera Roewer, 1910
  - Hadrobunus Banks, 1900
  - Leiobunum C.L.Koch, 1839
  - Leuronychus Banks, 1900
  - Microliobunum Roewer, 1912
  - Micronelima Schenkel, 1938
  - Nelima Roewer, 1910
  - Paranelima Caporiacco, 1938
  - Schenkeliobunum Starega, 1964
  - Togwoteeus Roewer, 1952

- Sclerosomatinae Simon, 1879
  - Astrobunus Thorell, 1876
  - Granulosoma Martens, 1973
  - Homalenotus C.L.Koch, 1839
  - Mastobunus Simon, 1879
  - Metasclerosoma Roewer, 1912
  - Protolophus Banks, 1893
  - Pseudastrobunus Martens, 1973
  - Pseudohomalenotus Caporiacco, 1935
  - Pygobunus Roewer, 1957
  - Umbopilio Roewer, 1956